# Albert Espinosa Puig
Pour les articles homonymes, voir Espinosa et Puig.
Albert Espinosa Puig (né le 5 novembre 1973 à Barcelone en Espagne) est un ingénieur industriel, écrivain, acteur et réalisateur de cinéma espagnol.

## Biographie
La vie d’Albert Espinosa est marquée par sa maladie : le cancer, à cause duquel il perd une jambe, un poumon et aussi une partie de foie. Il reste à l’hôpital pendant une grande partie de sa jeunesse en luttant contre cette maladie. C’est dans cet environnement qu’il vit beaucoup d’expériences qui influenceront son travail postérieur.
À l’âge de 24 ans, il quitte l’hôpital et commence ses études d’ingénierie industrielle. C’est aussi à cette époque qu’il commence à écrire des scénarios et qu'il fait ses débuts dans des séries télévisées célèbres de Televisió de Catalunya.

## La reconnaissance
Il est découvert comme écrivain avec le livre 4ª Planta (2003) où il explique son expérience à l’hôpital, en montrant une réalité pleine de vie, de jeux et d’espoir (loin du drame qu'on peut imaginer). Ce livre est adapté au cinéma.
En 2006, il écrit le scénario de l’œuvre La vida en 65’, une histoire qui parle de la mort et du hasard et qui est réalisée par Maria de Ripoll. Cette année-là, il présente aussi le film Va a ser que nadie es perfecto.
En 2007, il commence à travailler comme réalisateur de cinéma avec le film No te pidas que te bese, porque te besaré et il commence une tournée avec son œuvre de théâtre Idaho y Utah où il travaille comme écrivain, acteur et réalisateur.
En 2010, il coécrit le scénario du film Heroes, réalisé par Pau Freixes.
En 2010 et 2012, il est l'auteur des Bracelets rouges, une série multi-récompensée, ayant sept remake dont un américain et un français. En 2011 il est lauréat du prix Protagonistas.

## Œuvres traduites en français
- Tout ce que nous aurions pu être toi et moi si nous n'étions pas toi et moi, [« Todo lo que podríamos haber sido tú y yo si no fueramos tú y yo »], trad. de Christilla Vasserot, Paris, Éditions Grasset et Fasquelle, 2012, 256 p.  (ISBN 978-2-246-78428-9)
- Le Monde-soleil, [« El mundo amarillo »], trad. de Jeanne Alquier, Paris, Éditions Grasset et Fasquelle, 2013, 208 p.  (ISBN 978-2-246-80296-9)
- Si tu me dis viens, je laisse tout tomber... [« Si tu me dices ven lo dejo todo...pero dime ven (Grijalbo, 2011) »], Paris, Éditions Grasset et Fasquelle, 2014, 198 p.  (ISBN 978-2-246-79368-7)

## Filmographie
Sauf indication contraire, les informations mentionnées dans cette section peuvent être confirmées par la base de données cinématographiques IMDb,  présente dans la section « Liens externes ».

### Scénariste

#### Cinéma
- 2003 : Planta 4ª de Antonio Mercero
- 2005 : Tu vida en 65 minutos de Maria Ripoll
- 2006 : Tous différents, tous égaux de Joaquín Oristrell
- 2007 : Heroes de Pau Freixas
- 2007 : No me pidas que te bese porque te besaré d'Albert Espinosa
- 2010 : Stationspiraten de Mike Schaerer
- 2014 : Kankerlijers de Lodewijk Crijns

#### Télévision
- 1997 : El joc de viure (série télévisée, 8 épisodes)
- 1999 : Xat.TV (série télévisée)
- 2002 : Psico express (série télévisée)
- 2002 : Majoria absoluta (téléfilm)
- 2002-2003 : El cor de la ciutat (série télévisée, 11 épisodes)
- 2003 : Tempus Fugit (téléfilm)
- 2004 : Jet Lag (série télévisée, 1 épisode)
- 2004 : Majoria absoluta (série télévisée, 3 épisodes)
- 2004 : Això no és vida! (téléfilm)
- 2005 : Abuela de verano (série télévisée, 5 épisodes)
- 2010 : La sagrada família (série télévisée, 1 épisode)
- 2011-2013 : Les Bracelets rouges (série télévisée, 12 épisodes)
- 2014-2015 : Red Band Society (série télévisée, 13 épisodes)
- 2014 : Pulseras Rojas (série télévisée, 1 épisode)
- 2014 : Braccialetti rossi (série télévisée, 6 épisodes)

### Acteur

#### Cinéma
- 2006 : Tous différents, tous égaux de Joaquín Oristrell : Sacerdote / lui-même
- 2007 : Fuerte Apache de Mateu Adrover : Serra
- 2008 : No me pidas que te bese porque te besaré de Albert Espinosa Puig : David
- 2008 : Destination: Ireland  (court-métrage) : Albert

#### Télévision
- 2005 : La nocheBuena (téléfilm)
- 2005 : Abuela de verano (série télévisée) : Helio (13 épisodes)
- 2005 : Suite de nit (téléfilm)
- 2011 : La Trinca: biografia no autoritzada (téléfilm) : Mag Merlini